# 広島県道347号河戸豊栄線
広島県道347号河戸豊栄線（ひろしまけんどう347ごう こうどとよさかせん）は、広島県東広島市を通る一般県道である。

## 概要
東広島市河内町河戸と東広島市豊栄町安宿（あすか）を結ぶ。

### 路線データ
- 起点：東広島市河内町河戸（広島県道33号瀬野川福富本郷線交点）
- 終点：東広島市豊栄町安宿（国道486号交点）
- 総延長：約10 km

## 路線状況
広島県道60号大和福富線より北側は全線2車線化されている。南側も一部改良されているが、普通車1台がやっと通れる程度の幅員狭小区間もある。

### 重複区間
- 広島県道60号大和福富線（東広島市豊栄町能良）

## 地理

### 通過する自治体
- 広島県
  - 東広島市

### 交差する道路
| 交差する道路                        | 交差する場所         | 交差する場所 |
| ----------------------------------- | -------------------- | ------------ |
| 広島県道33号瀬野川福富本郷線        | 河内町河戸           | 起点         |
| 広島県道60号大和福富線 重複区間起点 | 豊栄町能良           |              |
| 広島県道60号大和福富線 重複区間終点 | 豊栄町能良           |              |
| 国道486号                           | 豊栄町安宿（あすか） | 終点         |

### 沿線
- 河戸郵便局（起点付近）